# Musca gastrodes
Musca gastrodes är en tvåvingeart som först beskrevs av Rossi 1794.  Musca gastrodes ingår i släktet Musca och familjen parasitflugor.
Artens utbredningsområde är Italien. Inga underarter finns listade i Catalogue of Life.